# 美人劇場
『美人劇場』（びじんげきじょう、原題・英語: Ziegfeld Girl, 「ジーグフェルドの少女」の意）は、1941年に製作・公開されたアメリカ合衆国の映画である。
ブロードウェイで上演されたジーグフェルド・フォリーズを題材にロバート・Z・レナードとバスビー・バークレーが監督、ジェームズ・ステュアートとジュディ・ガーランド、ヘディ・ラマー、ラナ・ターナーが主演した。ブロードウェイの興行王フローレンツ・ジーグフェルドの生涯を描いたロバート・Z・レナード監督の『巨星ジーグフェルド』（1936年）も参照。

## キャスト
- ギルバート・ヤング：ジェームズ・ステュアート
- スーザン・ギャラガー：ジュディ・ガーランド
- サンドラ・コルター：ヘディ・ラマー
- シーラ・リーガン：ラナ・ターナー
- フランク・マートン：トニー・マーティン
- ジェリー・リーガン：ジャッキー・クーパー
- ジェフリー・コリス：イアン・ハンター

## スタッフ
- 監督：ロバート・Z・レナード、バスビー・バークレー
- 製作：パンドロ・S・バーマン
- 脚本：ウィリアム・アンソニー・マクガイア、マーゲリット・ロバーツ、ソニア・レヴィン
- 音楽：ハーバート・ストサート
- 音楽監督：ジョージ・ストール
- 撮影監督：レイ・ジューン
- 編集：ブランチ・シューウェル
- 美術：セドリック・ギボンズ
- 装置：エドウィン・B・ウィリス
- 衣裳：エイドリアン
- 録音：ダグラス・シアラー